# Nicolaus Anton Friedreich
Nicolaus Anton Friedreich (ur. 24 lutego 1761 w Würzburgu, zm. 5 września 1836) – niemiecki lekarz. Autor pierwszego opisu idiopatycznego porażenia nerwu twarzowego (1798). Dziadek lekarza Nikolausa Friedreicha. Od 1795 profesor nadzwyczajny na Uniwersytecie w Würzburgu.